# Judarnas historia i Uzbekistan
Judarnas historia i Uzbekistan avser historien om två skilda judiska gemenskaper: den mer religiösa och traditionella bucharisk-judiska gemenskapen och den ashkenaziska gemenskapen, varav de flesta  av den senare gruppen bosatte sig i landet under sovjettiden.

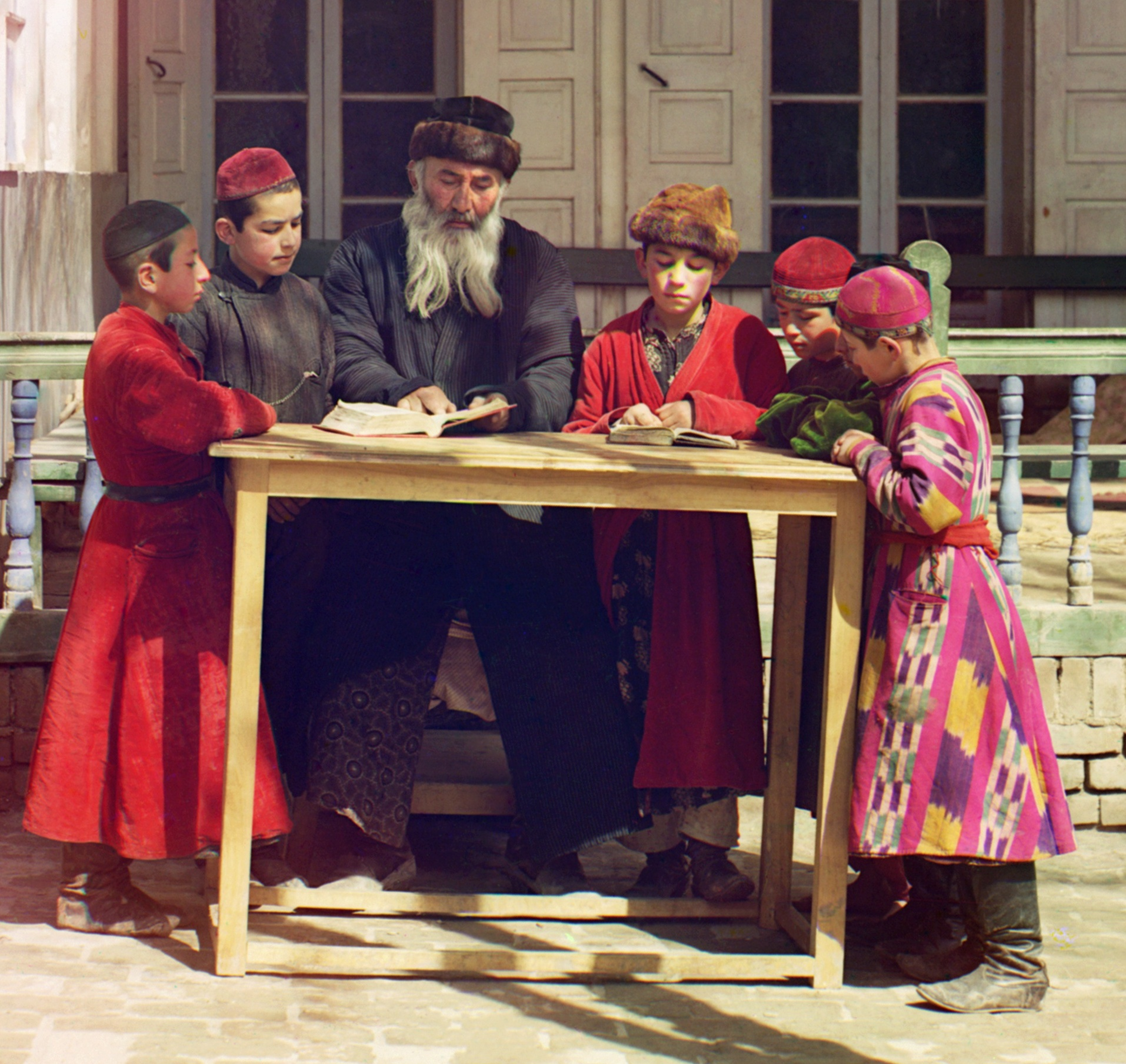
Judiska barn med sin lärare i Buchara. Fotografi taget av Sergej Prokudin-Gorskij någon gång mellan 1909 och 1915.

År 1989 fanns det 94 900 judar i Uzbekistan, men färre än 10 000 återstod år 2021 (varav cirka 38% bodde i Tasjkent). De flesta av de kvarvarande judarna är ashkenazer.
Det finns 12 synagogor i Uzbekistan.

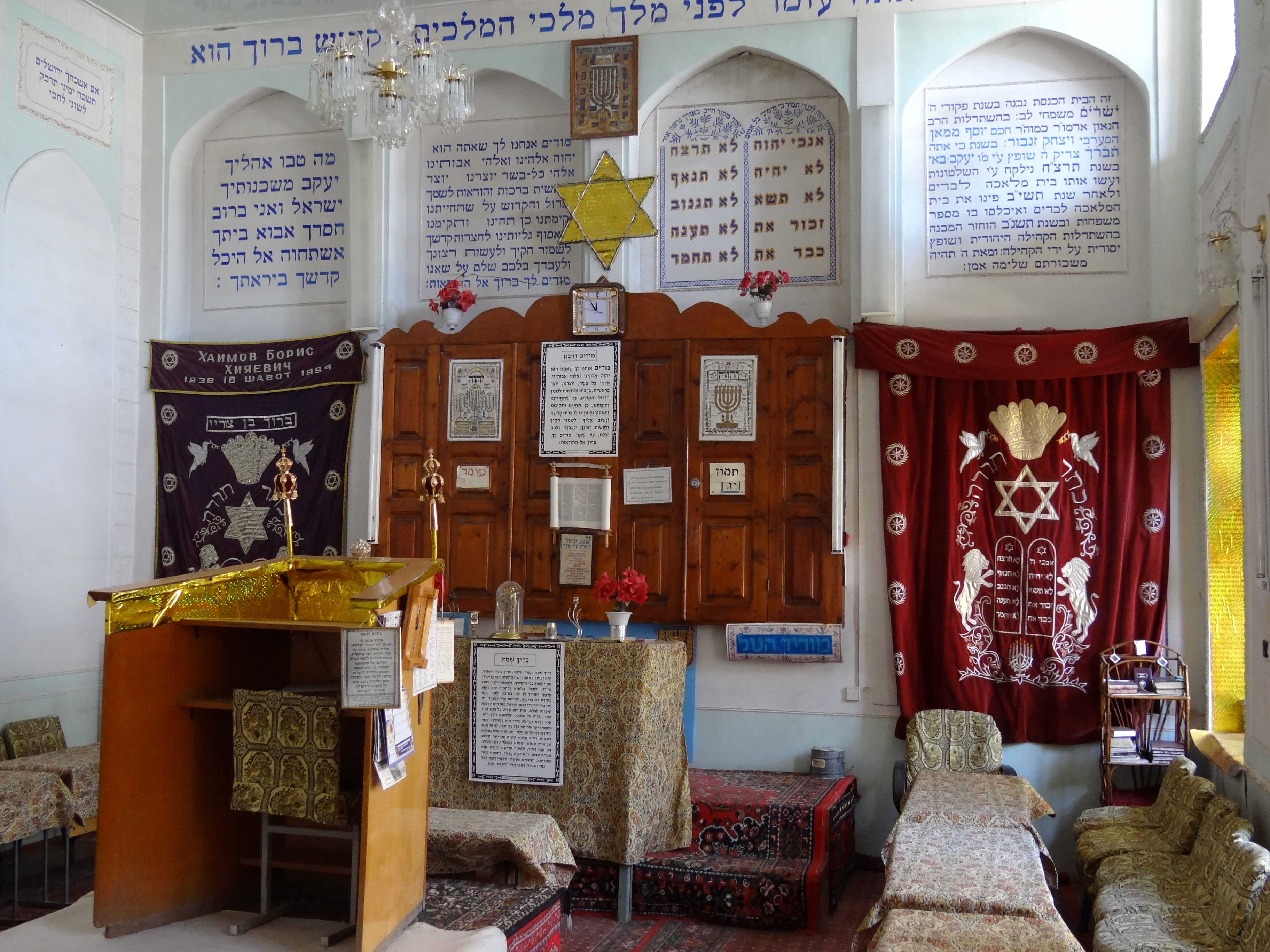
Interiör från synagogan i Buchara

## Ferganadalens judiska församling
Semyon Abdurakhmanov är ledare för den judiska församlingen i Ferganadalen. Det finns sex synagogor i dalen. I städerna Fergana, Namangan och Kokand bor sammanlagt flera hundra judar, med ett totalt antal på omkring 1 300 i regionen. Abdurakhmanov har uppgett att det största problemet för den judiska befolkningen i Uzbekistan är det ekonomiska läget.[källa behövs]
Under massakern i Andizjan  i maj 2005 bad Israels ambassad i Tasjkent Abdurakhmanov att sammanställa en lista över judar “i fall det skulle bli nödvändigt att evakuera personer till Israel”.

## Demografi
Den judiska befolkningen i Uzbekistan (dåvarande Uzbekiska SSR) nästan tredubblades mellan 1926 och 1970, för att därefter minska långsamt fram till 1989. Sovjetunionens sammanbrott började en mycket snabbare befolkningsminskning. Enligt den sovjetiska folkräkningen fanns det 103 000 judar i Uzbekistan år 1970.
Mellan 1989 och 2021 lämnade omkring 90 procent av Uzbekistans judiska befolkning landet och emigrerade till andra länder, främst till Israel.
Enligt folkräkningen 2021 fanns det knappt 10 000 judar kvar i Uzbekistan, utspridda över landet. Drygt 1 000 bodde i Buchara, nästan 1 500 i Samarkand, omkring 1 300 i Fergana, och över 3 700 i Tasjkent. De återstående cirka 2 300 var spridda i mindre antal över övriga delar av landet. De flesta av de kvarvarande judarna är ashkenazer.
I juli 2020 försökte företaget Absolute Business Trade riva ashkenazi-synagogan i Tasjkent – den äldsta fungerande ashkenaziska synagogan i landet – för att ge plats åt ett lyxigt bostadskomplex. Företaget lämnade in en stämningsansökan mot den ashkenaziska judiska församlingen i Tasjkent och hävdade att denna ”illegalt ockuperade” platsen, som då hade köpts upp av bolaget Golden House. Moderbolaget Orient Group, som äger både Absolute Business Trade och Golden House, erbjöd sig att bygga en ny synagoga åt församlingen, vilket dock avböjdes. Tasjkents dåvarande borgmästare, Rakhmonbek Usmanov, försäkrade att synagogan inte skulle vräkas – men lämnade senare sin post.  Vid en förhandling i augusti drog Absolute Business Trade tillbaka sin stämningsansökan, som svar på det internationella ramaskri som uppstått.